# コルネイユ・ド・リヨン
コルネイユ・ド・リヨンまたはコルネイユ・ド・ラ・エイ（Corneille de Lyon または　Corneille de la Haye、16世紀初めの生まれ、1575年11月8日没(葬礼日)）はオランダの画家である。後にフランスに帰化してアンリ2世とシャルル9世の宮廷画家になった。オランダ語の名前はコルネリス・ファン・デン・ハーグ(Cornelis van Den Haag)であったとされる。

## 略歴
1500年から1510年の間にデン・ハーグで生まれたとされる。1534年頃に、リヨンに移ってきて、1541年に王太子であったアンリ2世の宮廷画家になり、1547年にアンリ2世が国王になった後もその仕事を続けた。16世紀フランスの重要な肖像画家になり、オランダ肖像画のスタイルをフランスに伝えた画家とされる。アンリ2世没後の1564年にアンリ2世の王妃、カトリーヌ・ド・メディシスの肖像画を描き、その年シャルル9世から多額の報酬を得て、シャルル9世の宮廷画家になった。
1547年のアンリ2世の戴冠式の後、フランスの市民権を得て、1569年に新教徒からローマ・カトリックに改宗した。リヨンの出版者、フランソワ・フラダン(François Fradin)の娘と結婚し、2人の息子と、娘も画家になった。
コルネイユの描いた肖像画はハガキの大きさから、約20cm×25cmの大きさまでの小さなサイズで、正面を向いた上半身を描くというスタイルであった。木板に油絵具で描かれ、灰色や薄緑色に薄く塗られた背景に、厚く塗られた人物が描かれるというスタイルであった。コルネイユの作品はルーブル美術館、エルミタージュ美術館、ロンドン・ナショナル・ギャラリーなどに収蔵されている。

## 作品

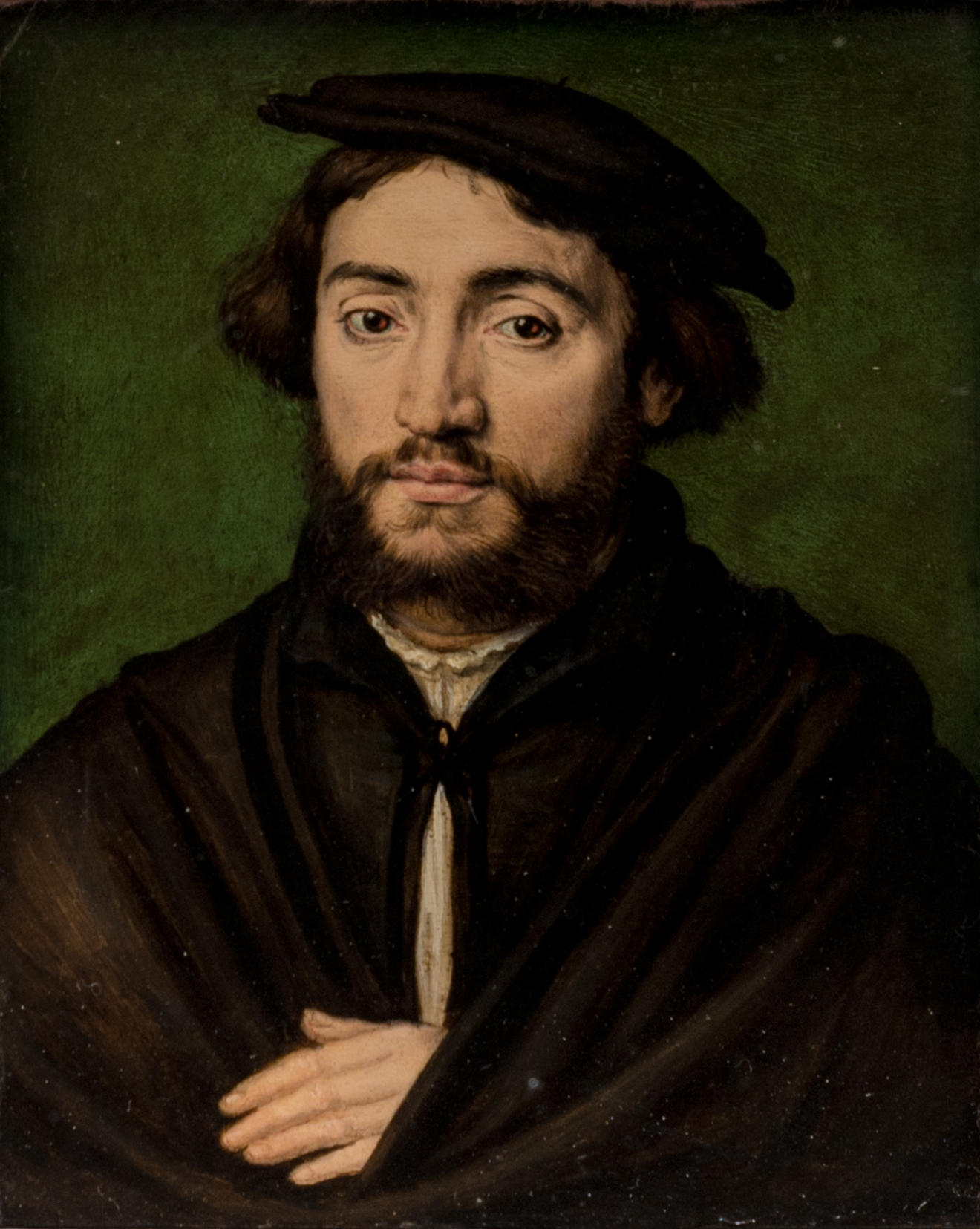
ピエール・エメリック（1533年）
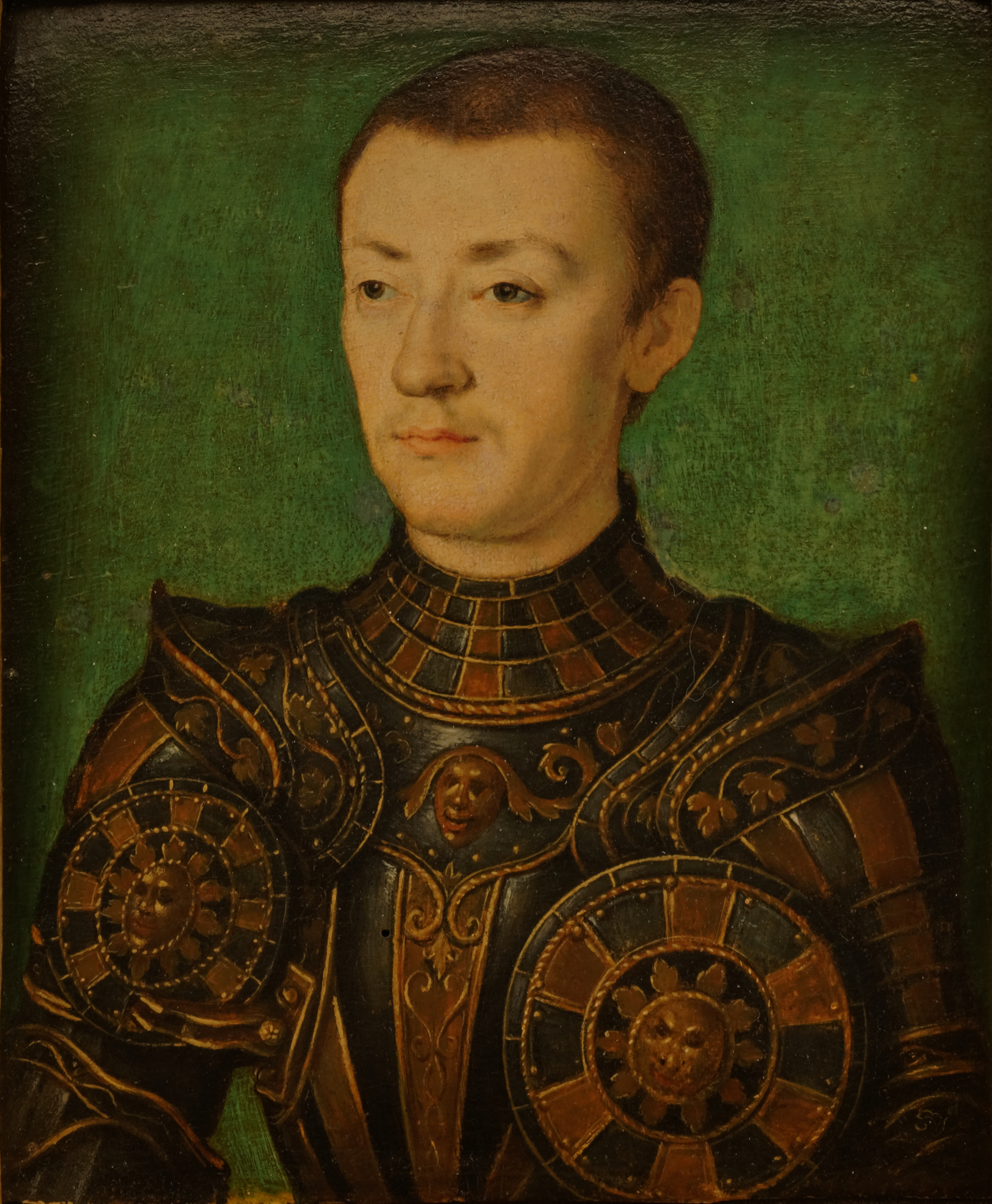
フランス王アンリ2世（1536年頃）
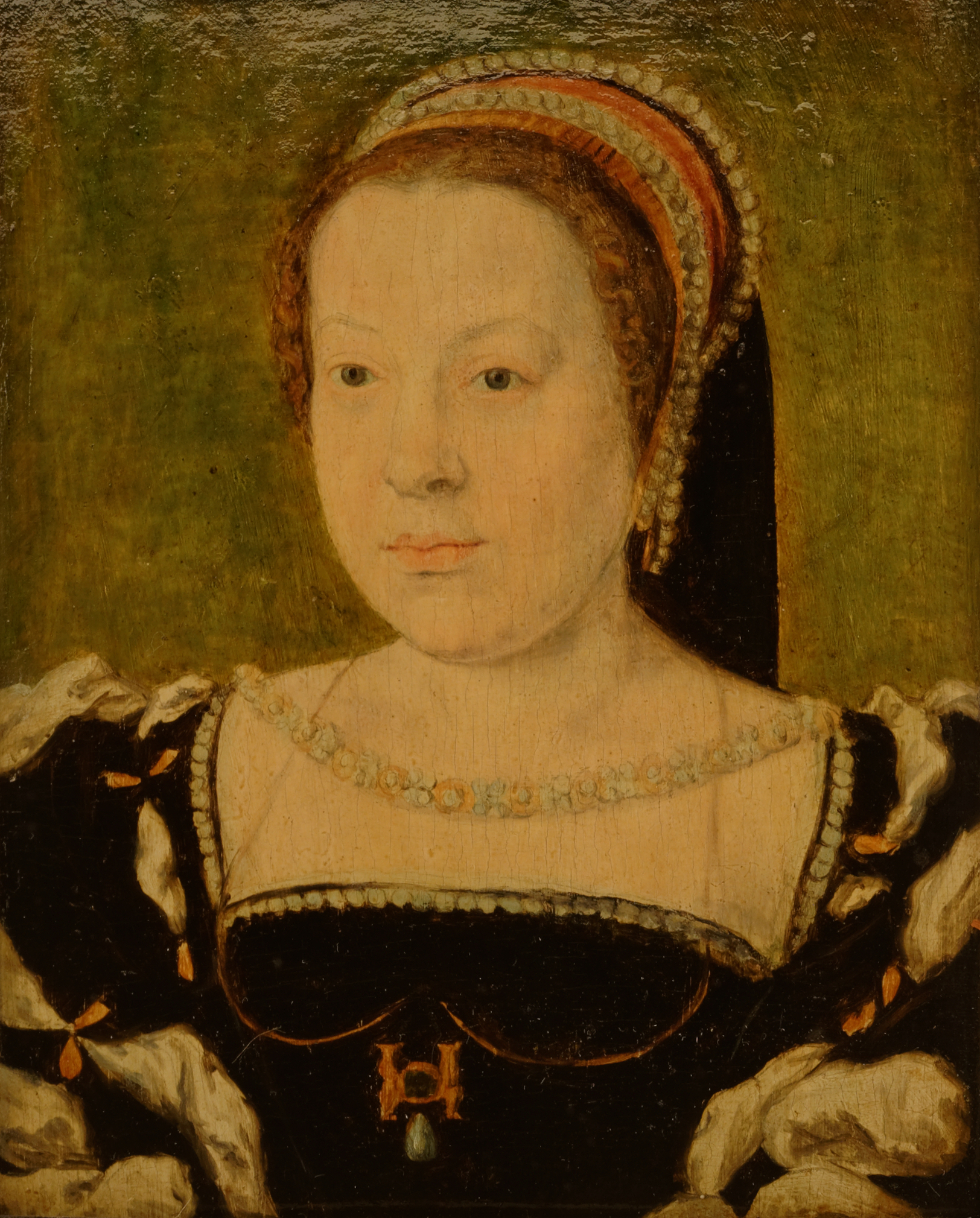
カトリーヌ・ド・メディシス（1540年）
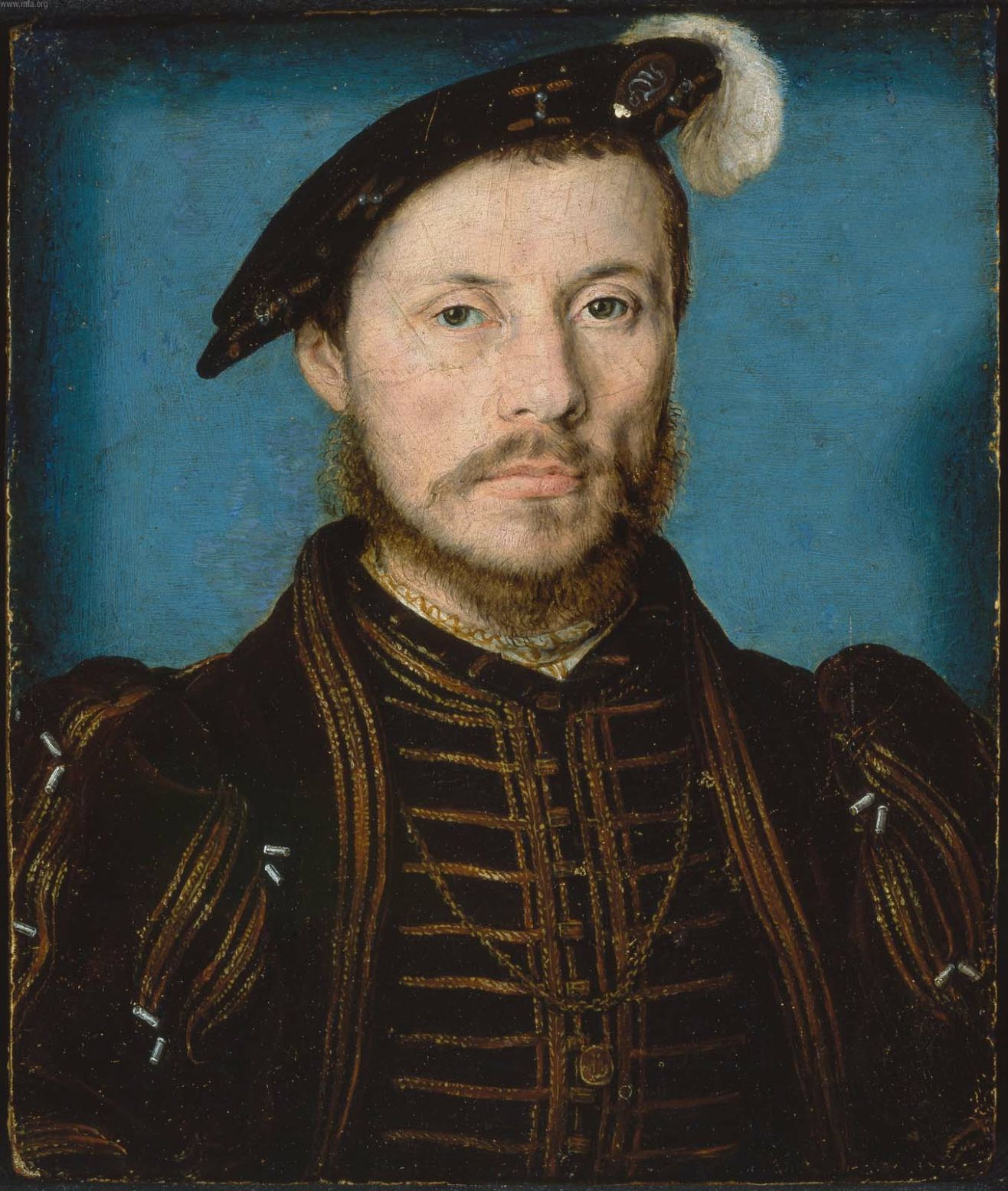
アンヌ・ド・モンモランシー（1536年）
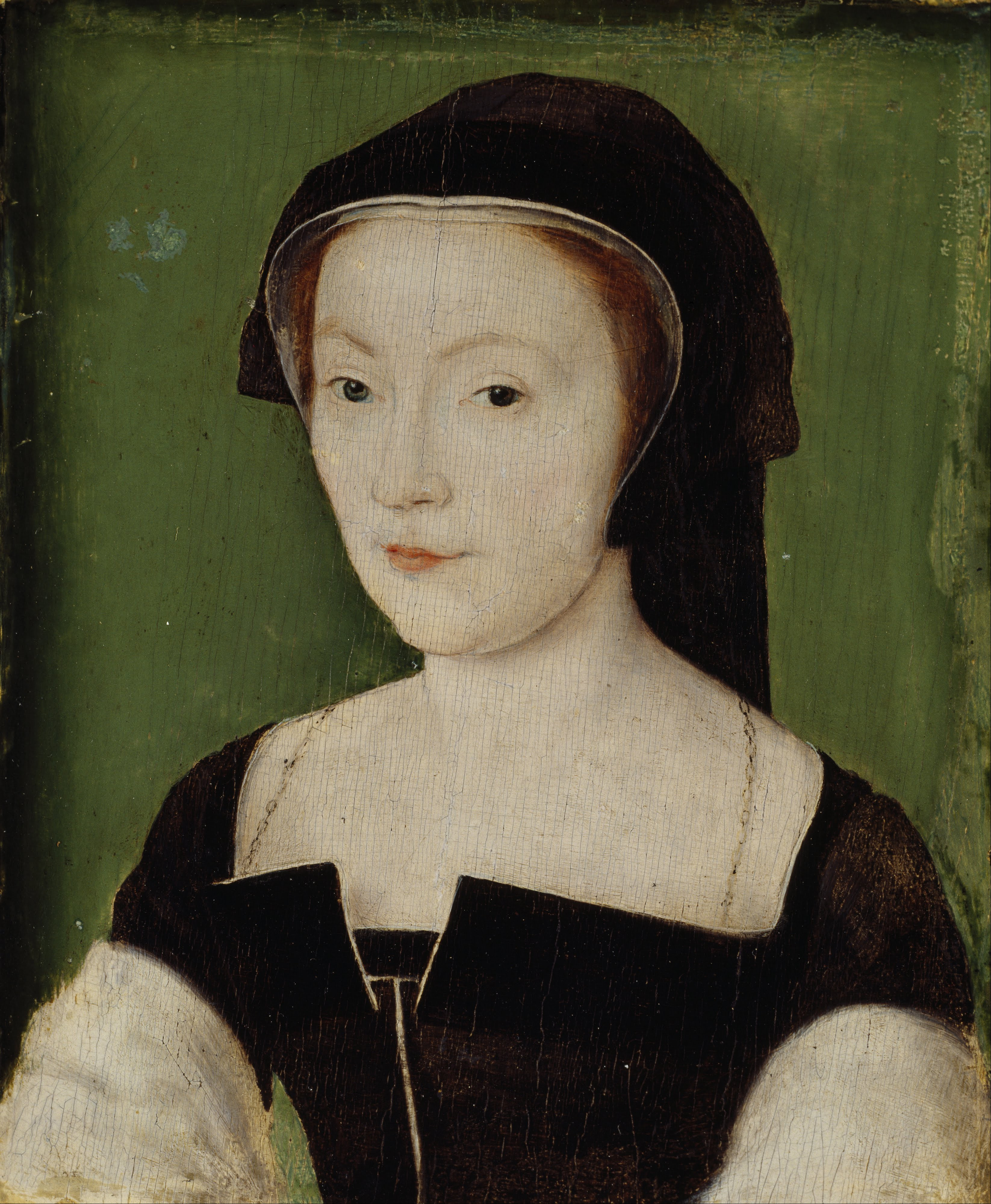
メアリ・オブ・ギーズ（1537年）
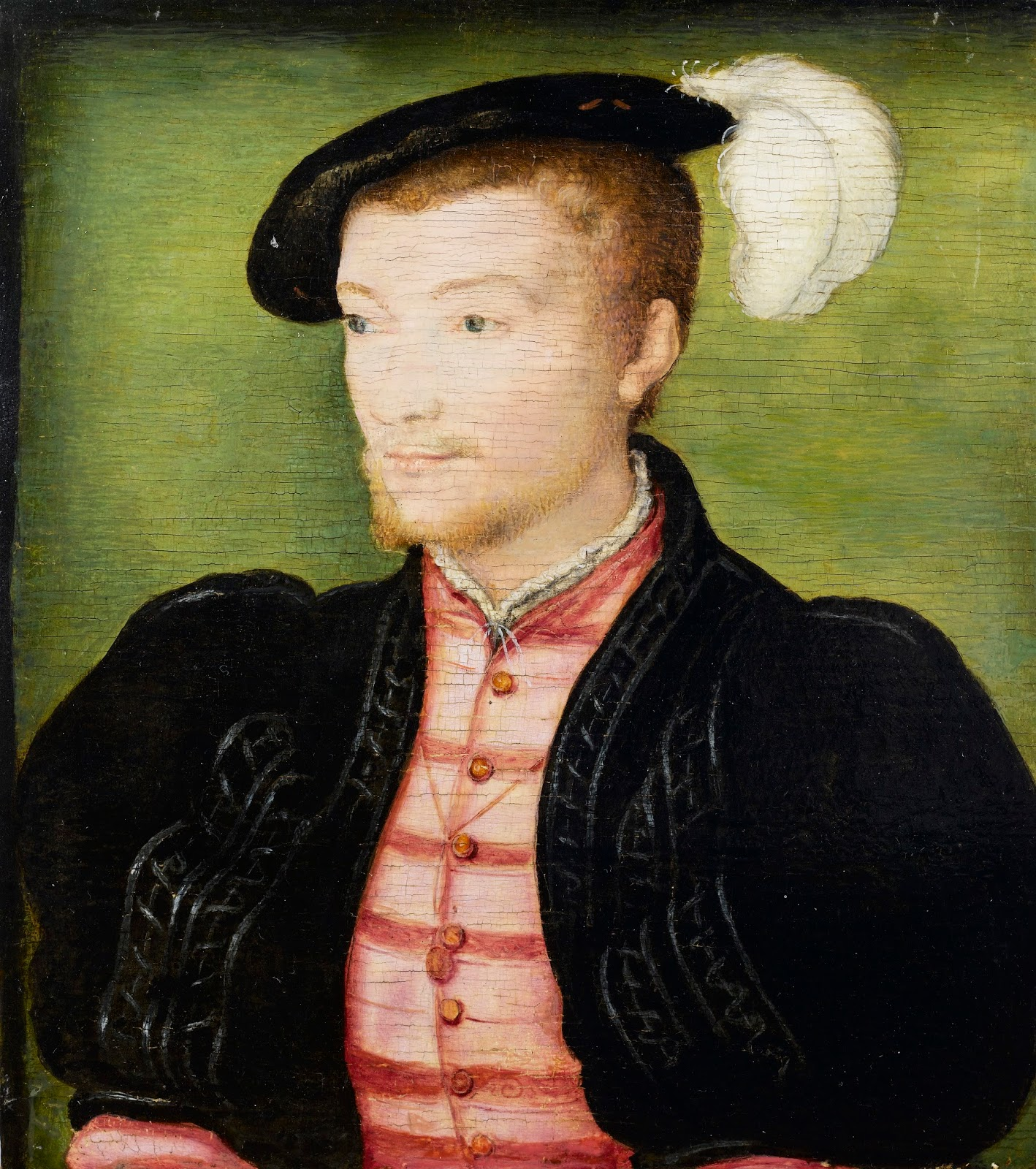
アンギャン伯フランソワ・ド・ブルボン（1540年頃）
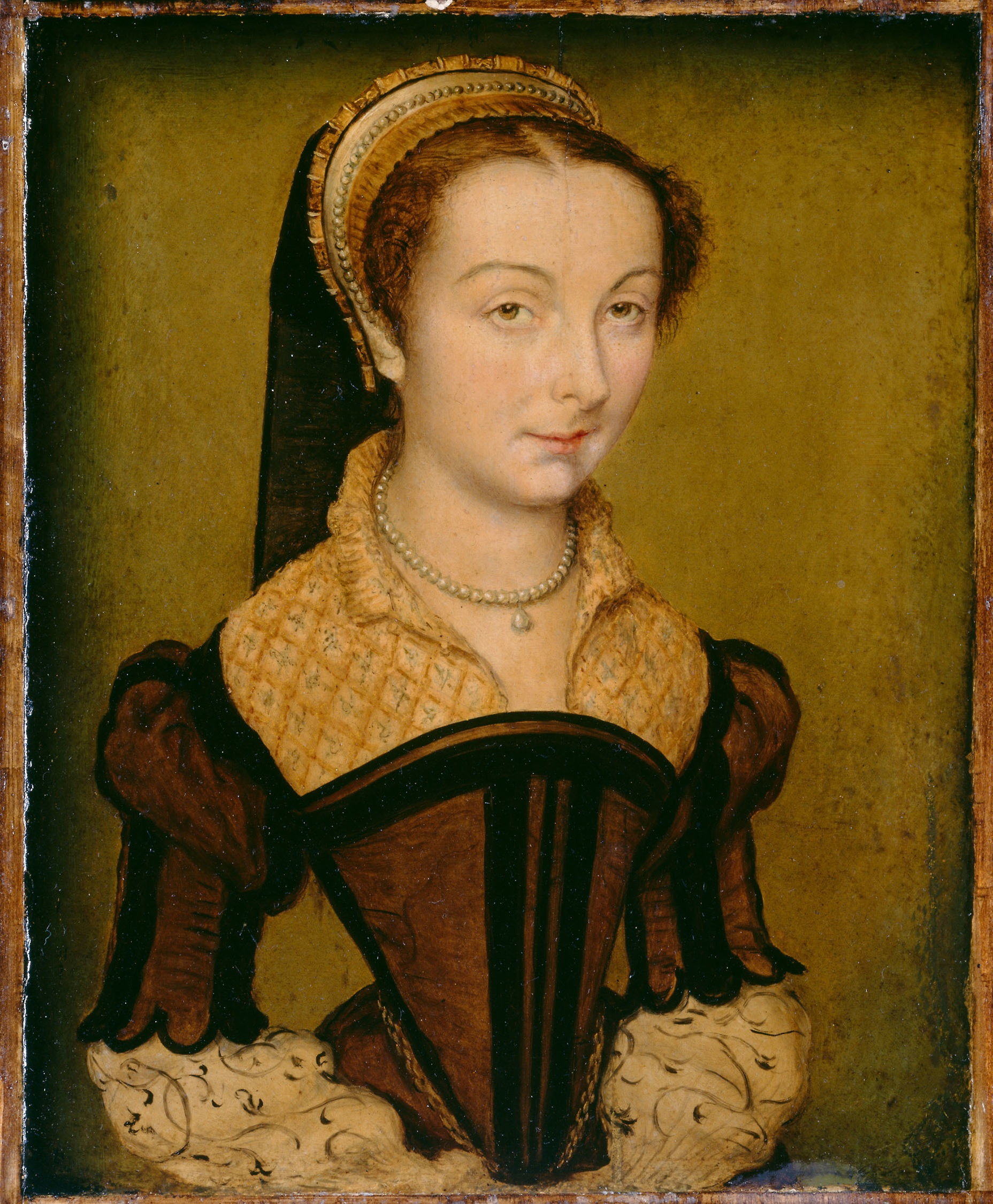
シピエール卿夫人ルイーズ・ダルワン（1555年頃）